# 夢幻草
夢幻草（学名：Aquilegia × hybrida）為毛茛科耬斗菜屬下多年生宿根草花雜交種。又名西洋耬斗菜，但與成書於十五世紀，中國第一部專門記錄可食用野生植物的著作救荒本草上所記錄的耬斗菜並非同種。夢幻草由業者引進台灣作為觀賞植物的歷史還相當的短，僅始於二十一世紀初期，但隨即備受關注與讚賞。如其名，夢幻草實屬令人驚艷的奇花異卉。

## 名稱典故
夢幻草有一個對現代人看來相當特殊的屬名：耬斗菜，命名應源於其花瓣或是種子形似中國古代農具「耬車」。至於耬斗菜屬的拉丁學名Aquilegia則出自拉丁文aquila/老鷹一詞，由花瓣形狀聯想到鷹爪之故。英文俗稱Columbine亦出自拉丁文colombe，鴿子的意思，因為將花倒置時彷彿五隻鴿子聚集一起的模樣。這些名稱之間的差距，應出自耬斗菜屬的花瓣有長距與短距之分。

## 型態
夢幻草植株高約45-90公分。莖葉秀美。花瓣分內、外兩層，外層實為萼片。內層花瓣較圓，5瓣，外瓣有偏圓或是偏尖之不同品種，亦為5瓣。外瓣與內瓣在長度上有明顯區別。顏色上，許多品種的內、外瓣亦不相同，俗稱雙色夢幻草。花後有5支漏斗形的「距」，為內層花瓣的延伸。夢幻草最特別之處就在於它漏斗般細長的距了。夢幻草的花色多，常見有紫色、紅色、粉色、黃色、白色等等不同色系與色調。根據康乃爾大學相關網頁，夢幻草與原生種加拿大耬斗菜近似，但花色廣，花也較大。

## 習性
夢幻草習於北半球溫帶型氣候，對於台灣炎夏較難適應，所以雖屬多年生草本，但在台灣多作為一年生植物使用。

## 用途
園藝觀賞作用之外，夢幻草中的高莖品種可以做為切花使用，花朵與葉片更是押花的佳品。

## 圖示

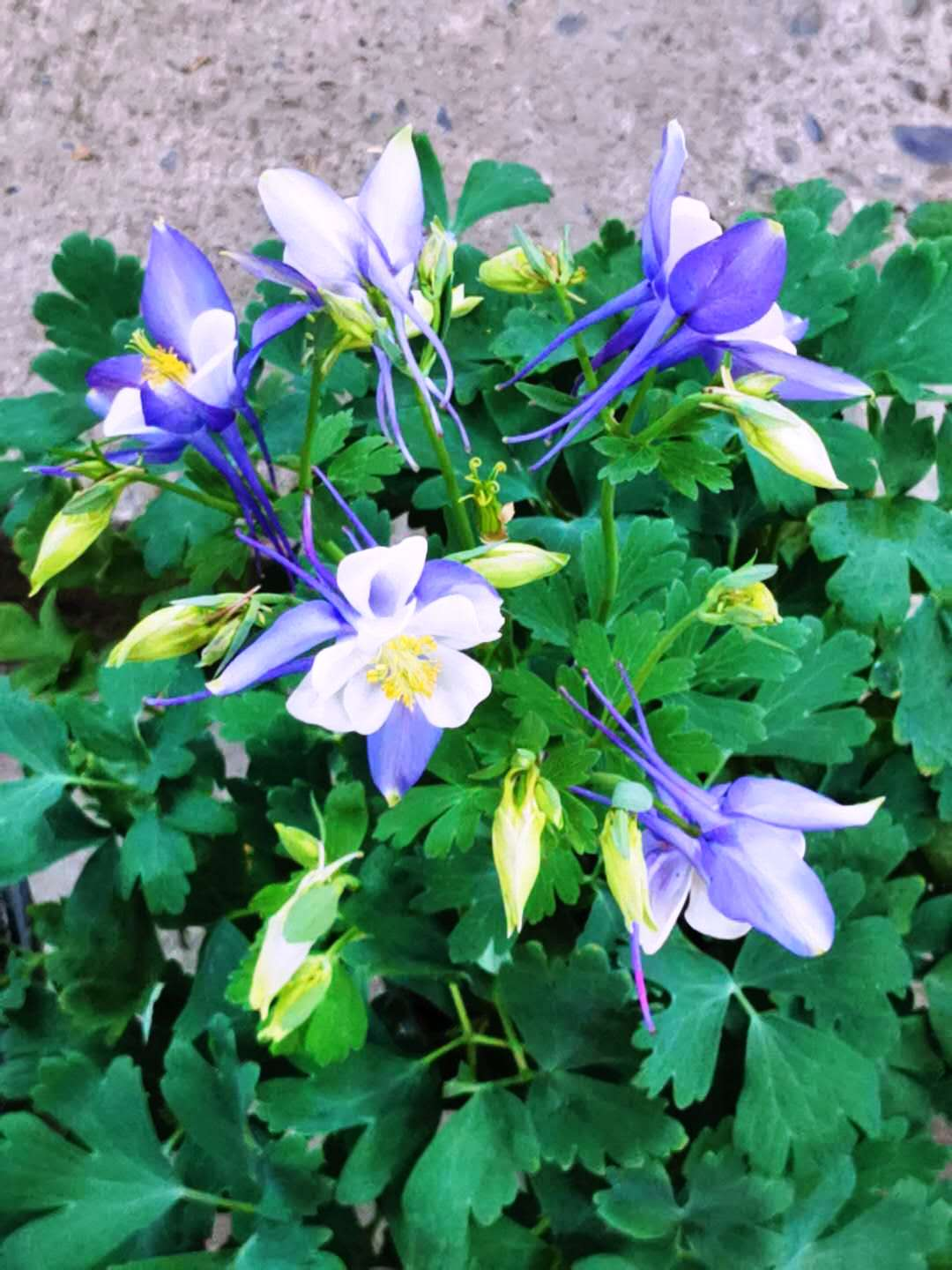
夢幻草盛開
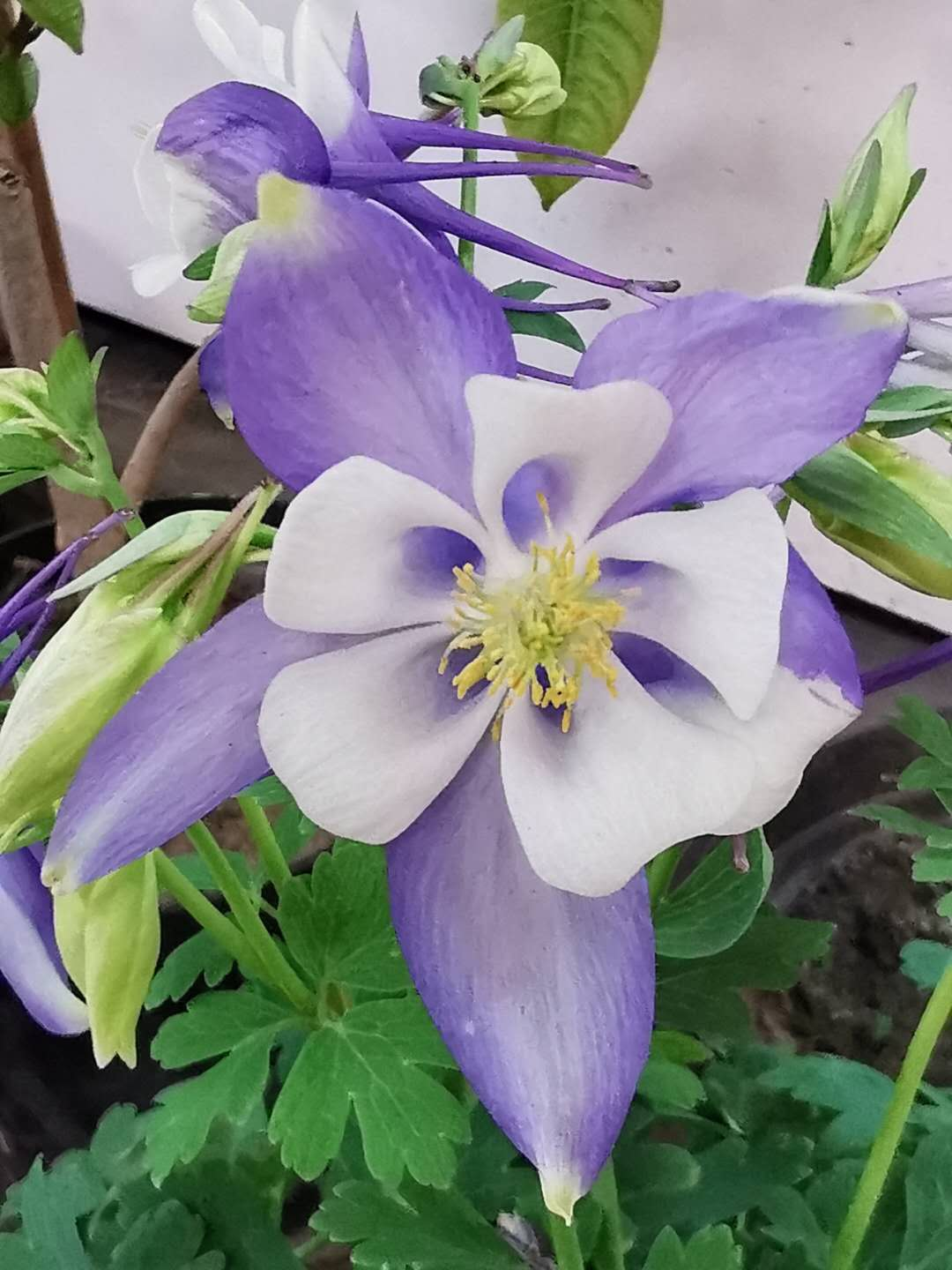
雙層花瓣
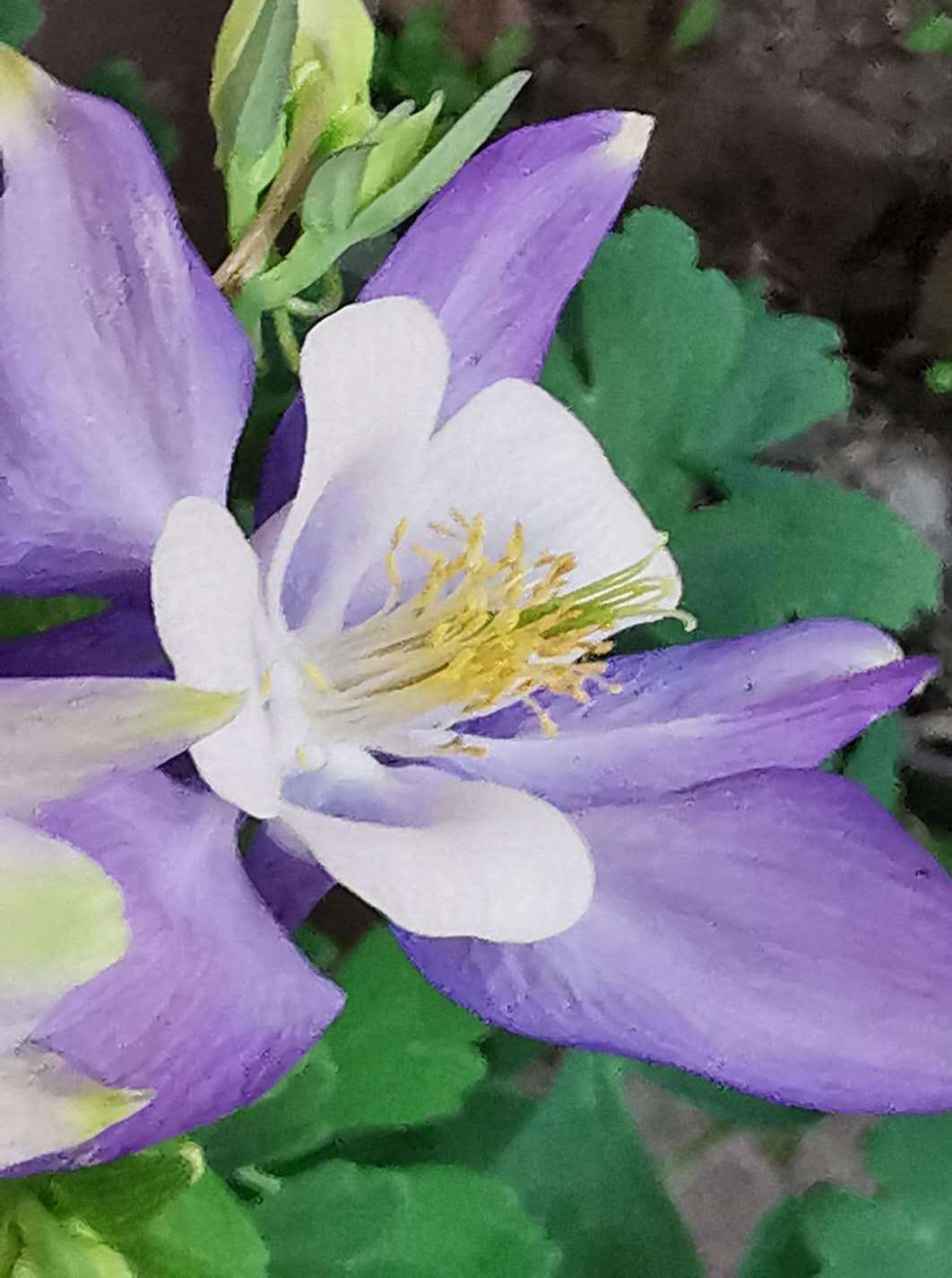
雌蕊與雄蕊
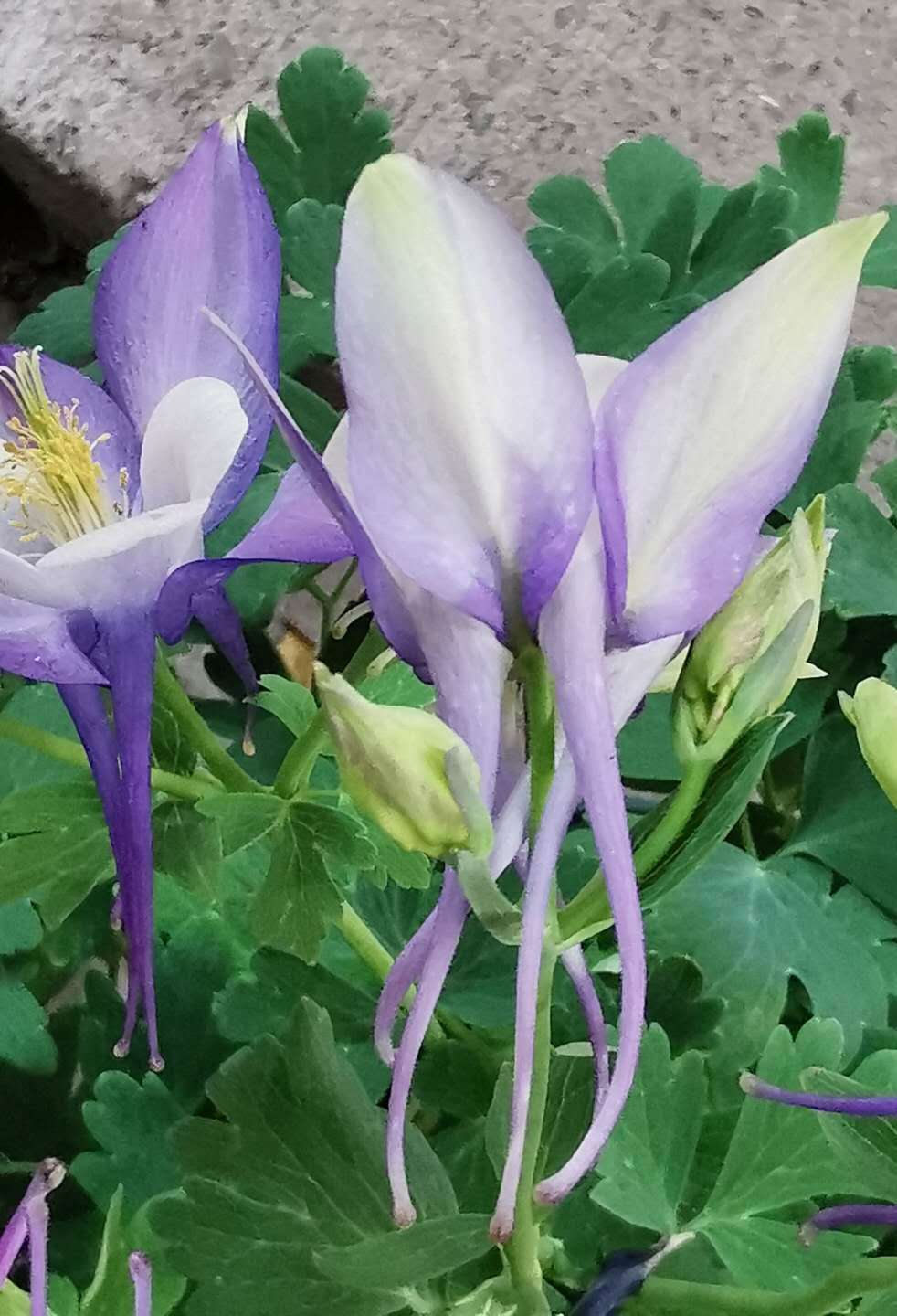
內層花瓣延伸出的5支漏斗形的「距」
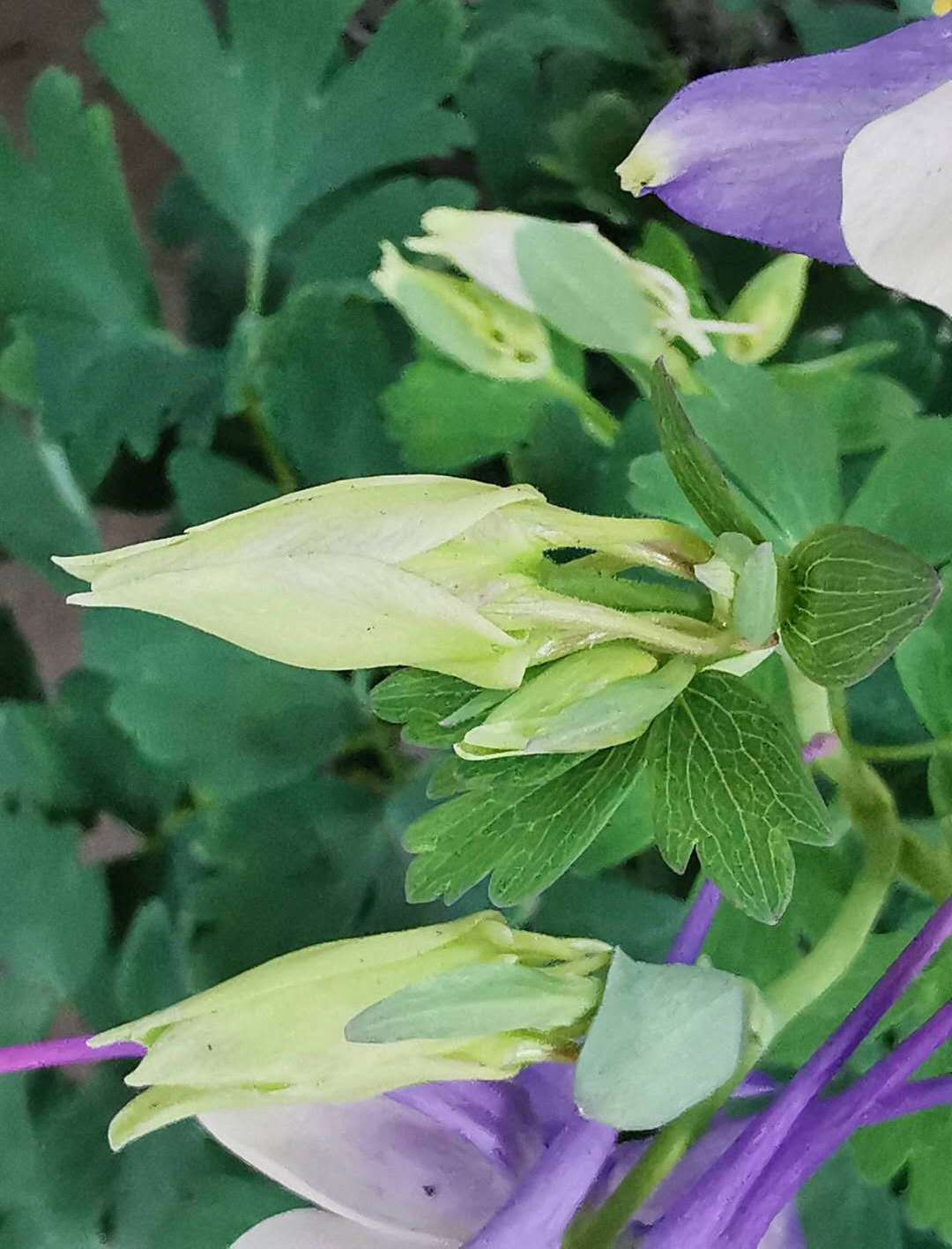
造型奇特的花苞
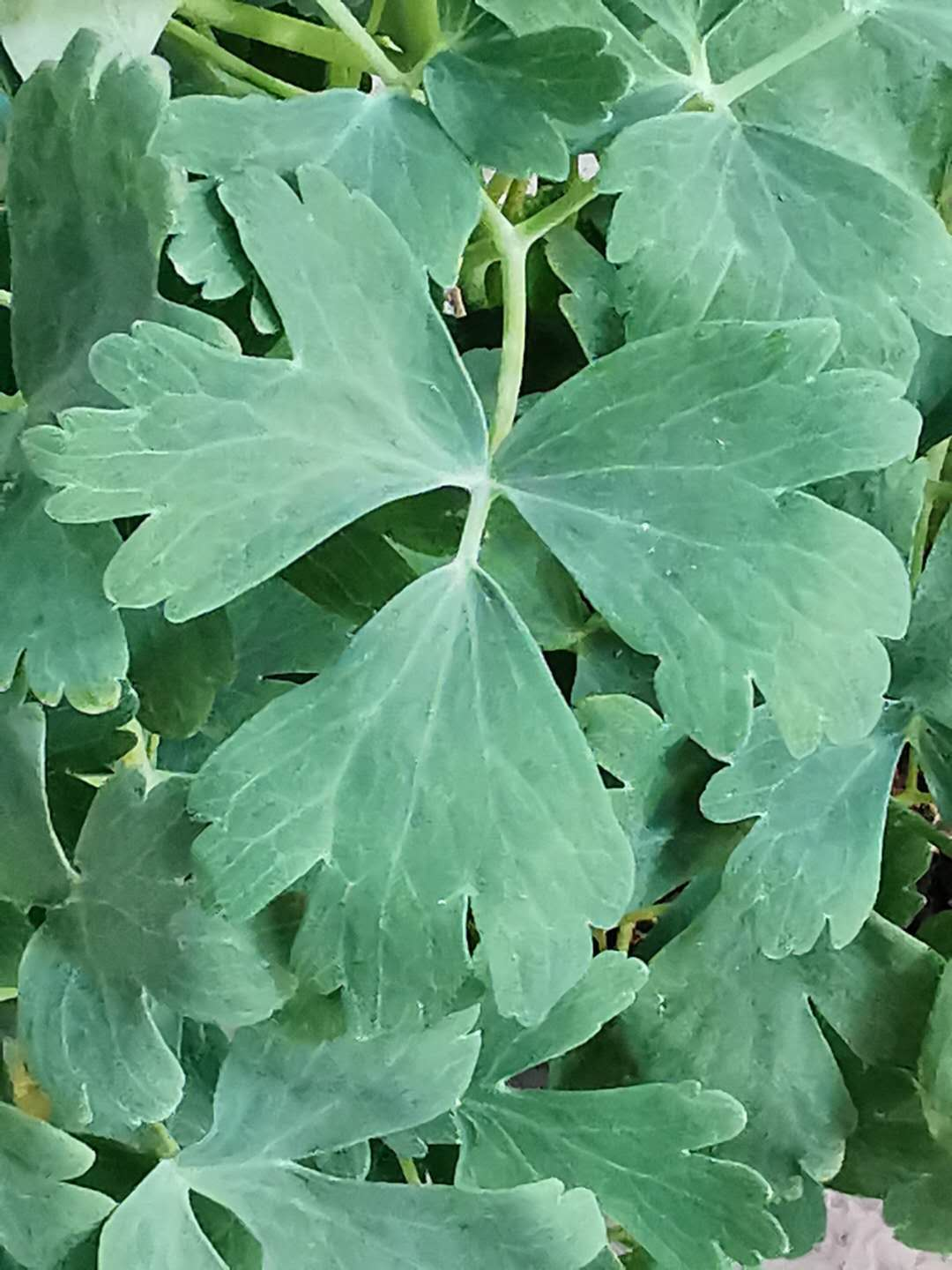
結構特別的葉片

### 引文
1. 1 2 3  .
2. 1 2  . （原始内容存档于2021-02-11）.

### 資料
- .   [2020-03-10]. （原始内容存档于2021-02-11） （英语）.
- .   [2020-03-10]. （原始内容存档于2021-05-06） （中文）.
- （中文）.
- （中文）.
- .   [2020-03-10]. （原始内容存档于2021-01-02） （中文）.
- .   [2020-03-10]. （原始内容存档于2020-11-27） （中文）.

## 延伸閱讀
- 維基物種上的相關：夢幻草
- 维基共享资源上的相關多媒體資源：夢幻草